# 光山站
光山站位于中华人民共和国河南省信阳市光山县弦山街道，是京九铁路的一座火车站，等级为三等站，距北京西站992公里，距常平站1323公里，本站及相邻上下行区间均为电气化区段。车站建于1996年，办理客货运业务。

## 历史
光山站于1996年随京九铁路开通而营运，办理客货运业务。2006年4月1日停办客运业务，只保留货运业务。
后因当地经济发展，铁路出行的不便导致当地民众对重开光山站客运业务的呼声越来越大，经当地政府的不断争取，中国铁路总公司于2016年4月29日发送给光山县人民政府的《铁路传真电报》通知：自5月20日起西安至厦门K243次、昆明至烟台K876次、福州至洛阳K30次、洛阳至福州K29次、阜阳至深圳东K561次、深圳东至信阳K824次、广州东至大同K732次、信阳至上海南K753次、西安至南昌K789次、信阳至深圳东K823次、信阳至福州K987次、西宁至东莞东1311次、东莞东至西宁K1312次、北京西至赣州K1453次、赣州至北京西K1454次、南宁至长春K2386次、福州至信阳K988次、汕头至西安K1036、烟台至贵阳1201次增加光山站停车办理客运业务。光山火车站最终重新办理客运业务。

## 文化
火车站所在的光山县据传为北宋政治家司马光的故里，在火车站重新开办客运后，政府当局挂牌成立“司马光火车站管理区”，对火车站及周边区域进行管理。并以“司马光火车站”之名进行宣传，并曾组织开行“司马光号”红色旅游专列。

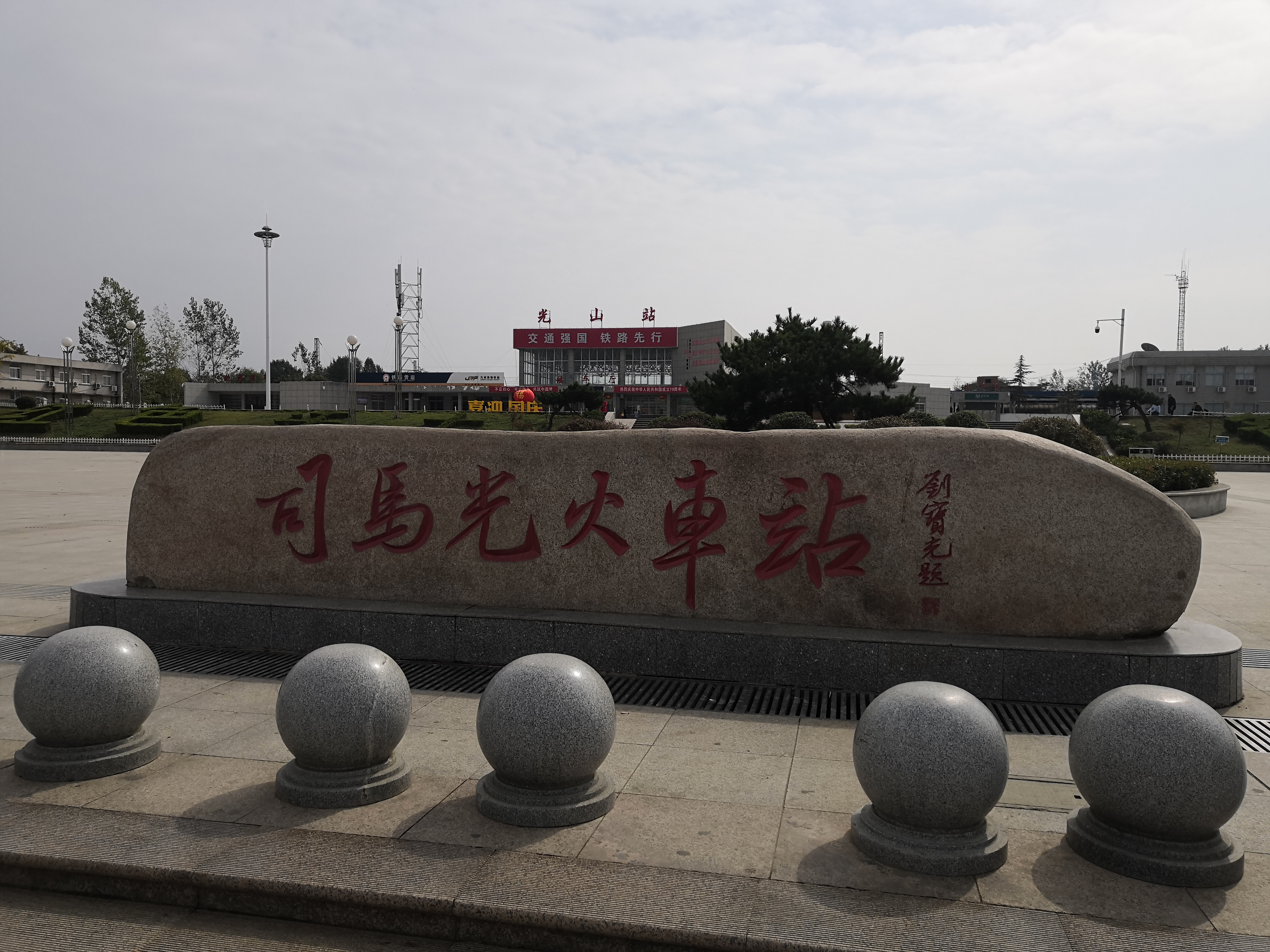
光山站站前广场“司马光火车站”纪念石

## 图集

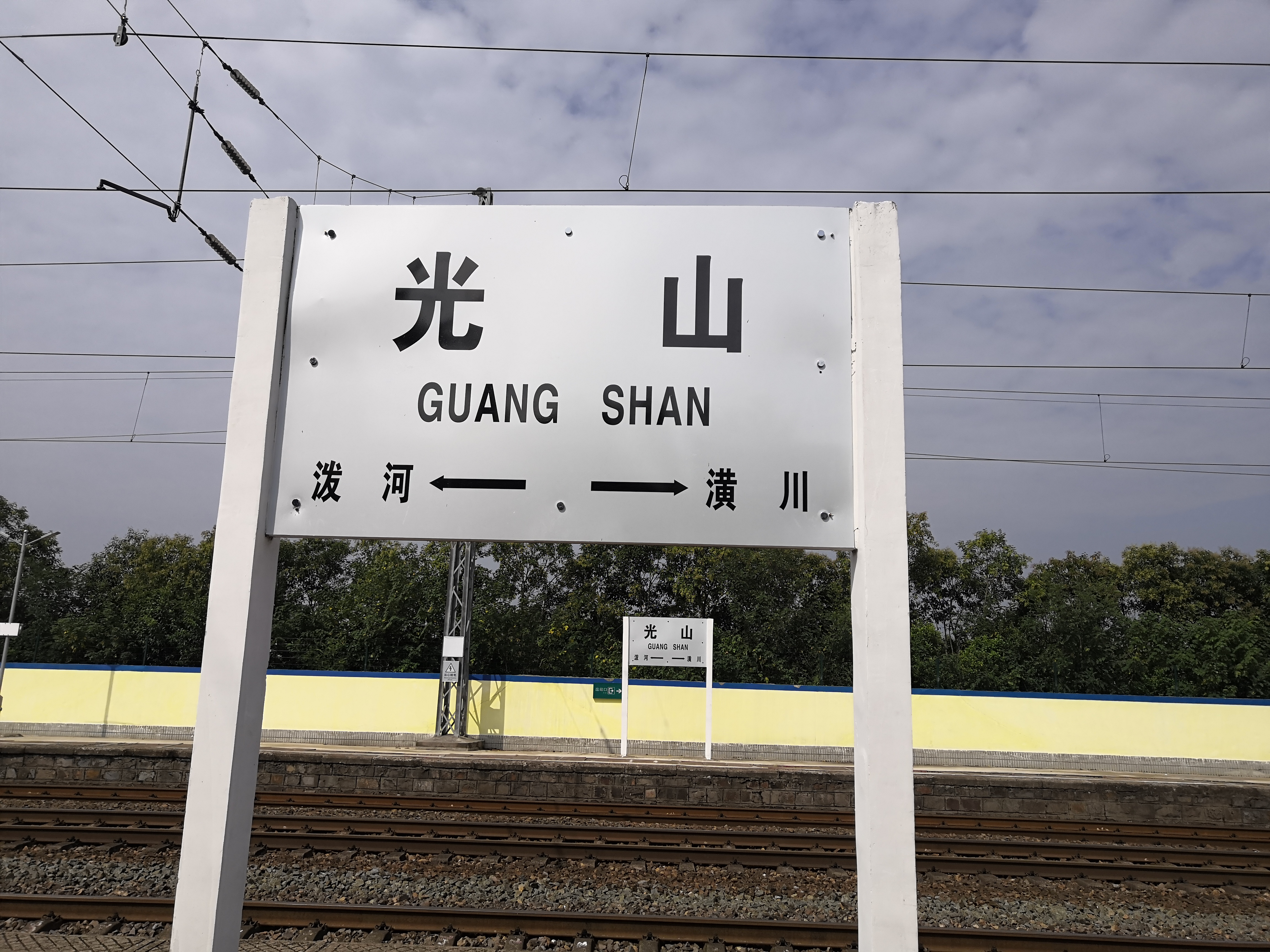
2019年，站牌
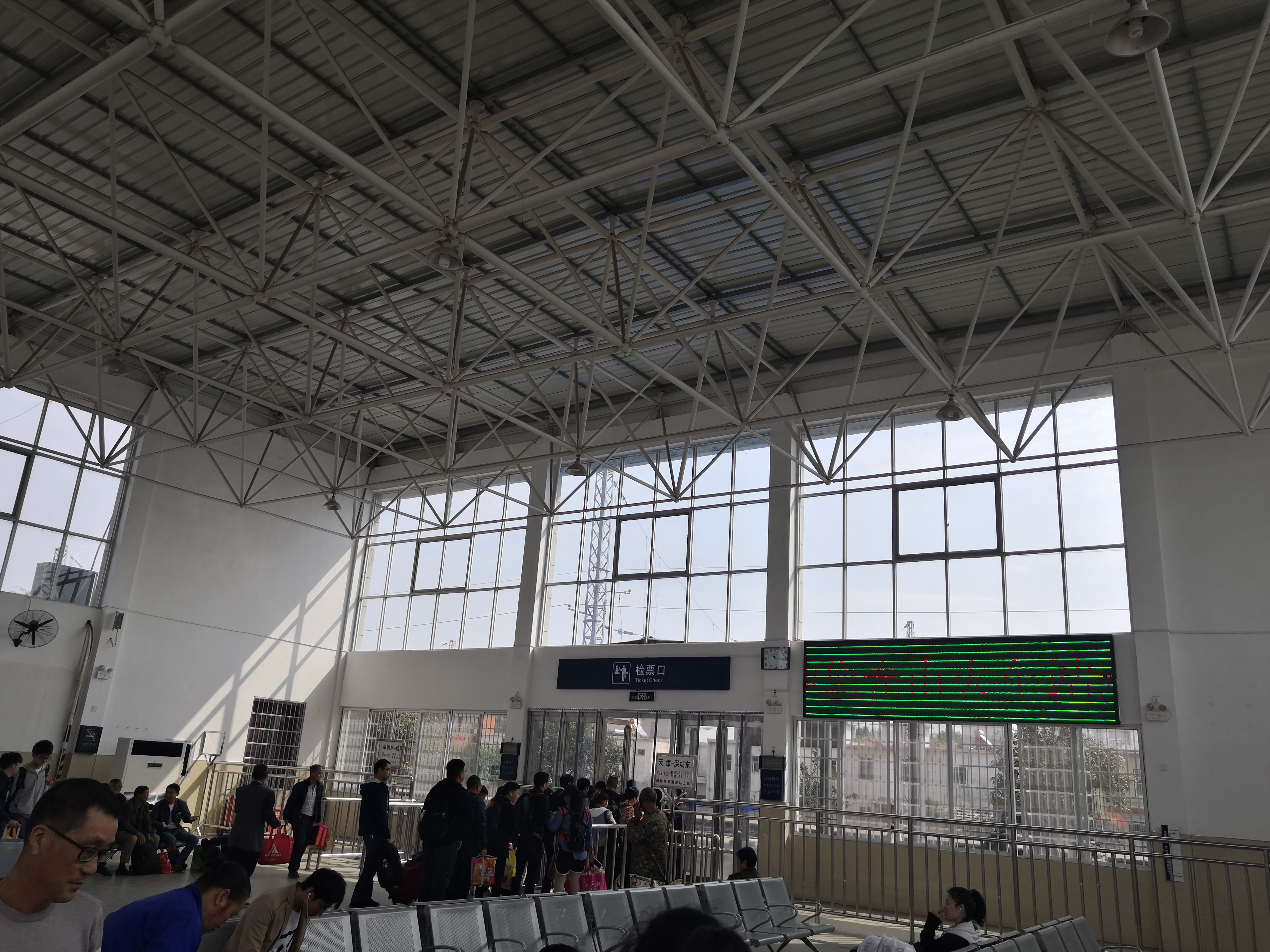
2019年，候车室内景
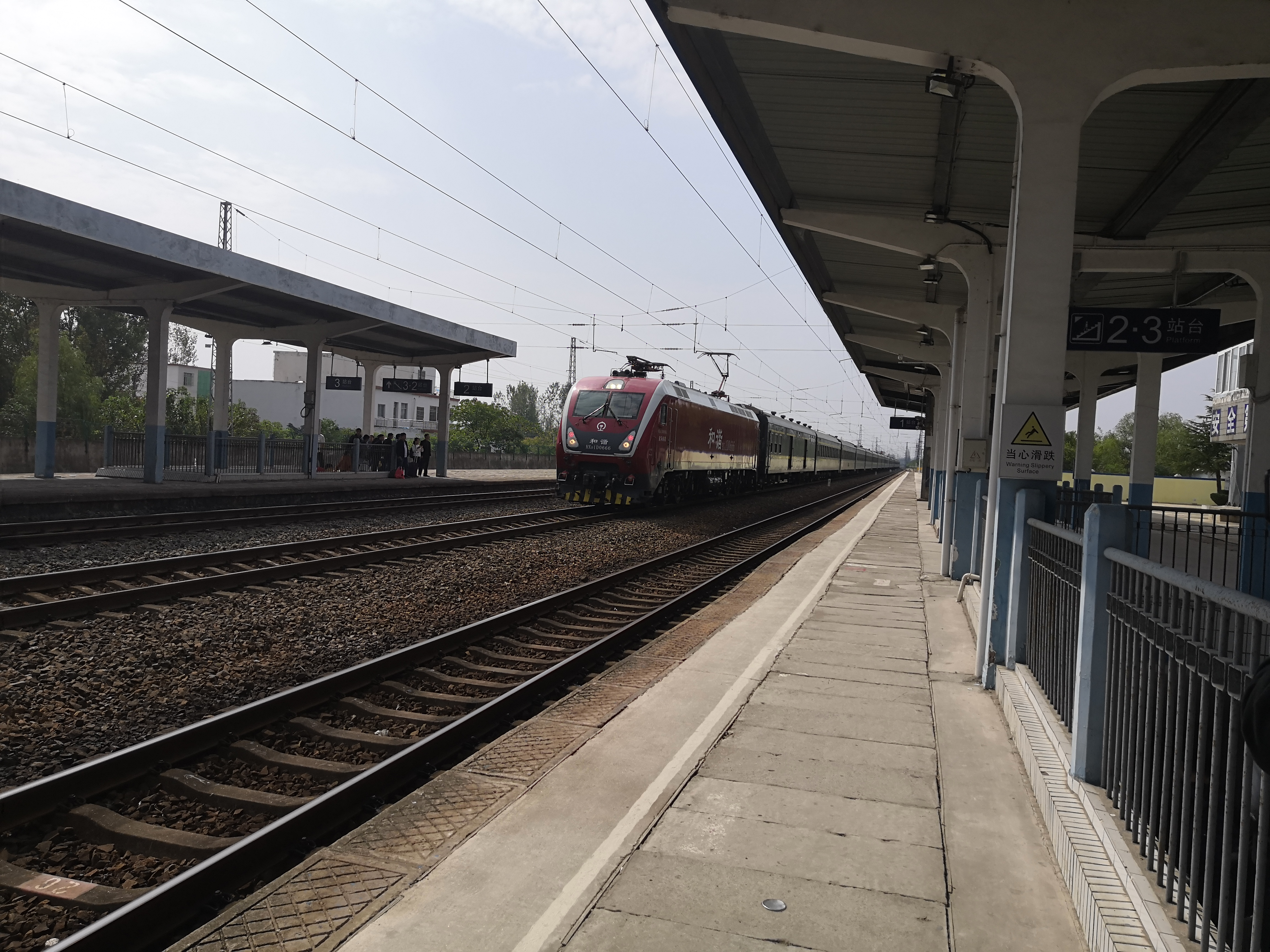
2019年，站台